# Calvin Harris
Adam Richard Wiles, conegut artísticament com a Calvin Harris (Dumfries, Escòcia, 17 de gener de 1984), és un músic i productor escocès, especialitzat en la música electrònica. L'any 2013 va ocupar el lloc número 15 en l'enquesta duta a terme per la revista DJ mag. Es va conèixer per les cançons "I need your love", "Thinking about you", "Feel so close" i "Summer".

## Popularitat
La popularitat de Harris va ser reconeguda quan el seu senzill més reeixit, The Girls, ascendís a les llistes musicals del Regne Unit.
El 2 d'octubre del 2009, la revista musical BlackBook Magazine ho va denominar com "El Rei de l'Electropop". Molts dels seus fans també el coneixen com a "Llegenda".
Quan va passar el problema amb John & Edward (Jedward), alguns fans van dubtar de la denominació de "Llegenda", alterant-ho amb moltes accepcions, fent-se indicacions com "Calvin Harris és una llegenda que camina en un escenari amb una pinya sobre el seu cap"  o "Calvin Harris + Pinya = Llegenda". Tot i això, "Llegenda" segueix vigent en la seva popularitat com a referència a la qualitat de les seves produccions i ha tingut un bon exercici comercial gràcies a la seva música electro dance.

## Discografia principal[2]
- I Created Disco (2007)
- Ready for the Weekend (2009)
- 18 Months (2012)

- Welch

## Premis i nominacions
| Any  | Premi                            | Categoria                                 | Treball nominat                           | Resultat  |
| ---- | -------------------------------- | ----------------------------------------- | ----------------------------------------- | --------- |
| 2007 | BT Digital Music Awards          | Millor Artista de Música Electrònica o DJ | –                                         | Nominat   |
| 2007 | Q Awards                         | Millor Artista Revelació                  | –                                         | Nominat   |
| 2008 | Xfm New Music Award              | –                                         | I Created Disco                           | Nominat   |
| 2008 | Shortlist Music Prize            | –                                         | I Created Disco                           | Nominat   |
| 2008 | Popjustice £20 Music Prize       | –                                         | « Dance Wiv Me »                          | Nominat   |
| 2009 | The Music Producers Guild Awards | Millor Remixer                            | –                                         | Guanyador |
| 2009 | 2009 Brit Awards                 | Single Britànic                           | «Dance Wiv Me»                            | Nominat   |
| 2009 | NME Awards                       | Millor Omplidor de Discos                 | «Dance Wiv Me»                            | Guanyador |
| 2009 | Ivor Novello Awards              | Millor Cançó Contemporània                | «Dance Wiv Me»                            | Nominat   |
| 2009 | Popjustice £20 Music Prize       | Millor Cançó Contemporània                | « I'm Not Alone »                         | Nominat   |
| 2010 | 2010 Brit Awards                 | Artista Solista Masculí Britànic 21       |                                           | Nominat   |
| 2012 | MTV Video Music Awards           | Vídeo de l'any                            | We Found Love (amb Rihanna)               | Guanyador |
| 2012 | MTV Video Music Awards           | Millor vídeo femení                       | We Found Love (amb Rihanna)               | Nominat   |
| 2012 | MTV Video Music Awards           | Millor vídeo de Pop                       | We Found Love (amb Rihanna)               | Nominat   |
| 2012 | MTV Video Music Awards           | Millor vídeo d'electrònica                | « Feel So Close »                         | Guanyador |
| 2012 | MTV Europe Music Awards          | Millor Cançó                              | We Found Love (amb Rihanna)               | Nominat   |
| 2012 | MTV Europe Music Awards          | Millor vídeo                              | We Found Love (amb Rihanna)               | Nominat   |
| 2012 | MTV Europe Music Awards          | Millor Artista Electrònic                 | « Sweet Nothing »                         | Nominat   |
| 2012 | American Music Awards of 2012    | Músic favorit de música electrònica       | «Sweet Nothing»                           | Nominat   |
| 2013 | Premis Grammy                    | Millor enregistrament dance               | Let 's Go (amb Ne -Jo)                    | Nominat   |
| 2013 | Premis Grammy                    | Millor vídeo musical de format curt       | We Found Love (amb Rihanna)               | Guanyador |
| 2013 | BRIT Awards                      | Millor solista masculí britànic           | Calvin Harris                             | Nominat   |
| 2013 | NME Awards                       | Cançó de pista de ball                    | Sweet Nothing (with Florence Welch)       | Guanyador |
| 2013 | Premi Ivor Novello               | Compositor de l'any                       | Calvin Harris ft Dario Velasquez          | Guanyador |
| 2013 | MTV Video Music Awards 2013      | Millor col·laboració                      | « I Need Your Love »                      | Nominat   |
| 2013 | MTV Video Music Awards 2013      | Cançó de l'estiu                          | « I Need Your Love »                      | Nominat   |
| 2014 | Premis Grammy                    | Millor enregistrament dance               | «Sweet Nothing»                           | Nominat   |
| 2014 | Premis Grammy                    | Millor àlbum de dance/electrònica         | 18 Months                                 | Nominat   |
| 2014 | BRIT Awards                      | Millor senzill de l'any                   | I Need Your Love                          | Nominat   |
| 2014 | BRIT Awards                      | Vídeo d'artista britànic                  | I Need Your Love                          | Nominat   |
| 2014 | MTV EMA                          | Millor Artista electrònica.               | Calvin Harris.                            | Guanyador |
| 2015 | Premis Brit                      | Senzill d'artista britànic                | « Summer »                                | Nominat   |
| 2015 | Premis Brit                      | Vídeo musical d'artista britànic          | « Summer »                                | Nominat   |
| 2015 | Billboard Music Awards           | Artista de Dance/Electrònica              | Calvin Harris                             | Guanyador |
| 2015 | Billboard Music Awards           | Cançó de Dance/Electrònica                | «Summer»                                  | Nominat   |
| 2015 | Billboard Music Awards           | Àlbum de Dance/Electrònica                | Motion                                    | Nominat   |
| 2016 | Premis Brit                      | Solista masculí britànic                  |                                           | Nominat   |
| 2016 | Premis Brit                      | Senzill d'artista britànic                | « How Deep Is Your Love » (amb Disciples) | Nominat   |
| 2017 | Premis Grammy                    | Millor productor no clàssic               |                                           | Nominat   |
| 2019 | Premis BRIT                      | Millor senzill i productor                |                                           | Nominat   |